# Sirius (album)
| Recensione | Giudizio |
| ---------- | -------- |
| AllMusic   |          |

Sirius è il decimo album in studio del gruppo folk irlandese Clannad, pubblicato nel 1987.

## Tracce
Lato A
1. In Search of a Heart – 3:53 (Pól Brennan)
2. Second Nature – 3:20 (Ciarán Brennan)
3. Turning Tide – 4:39 (Pól Brennan, Máire Brennan, Jai Winding, Russ Kunkel)
4. Skellig – 4:46 (Ciarán Brennan)
5. Stepping Stone – 3:53 (Pól Brennan)

Durata totale: 20:31
Lato B
1. White Fool – 4:38 (Pól Brennan)
2. Something to Believe In – 4:46 (Pól Brennan, Greg Ladanyi, Ciarán Brennan, Máire Brennan)
3. Live and Learn – 3:32 (Ciarán Brennan)
4. Many Roads – 3:25 (Ciarán Brennan, Máire Brennan)
5. Sirius – 5:33 (Pól Brennan)

Durata totale: 21:54
Edizione CD del 2003, pubblicato dalla RCA Records (82876 545012)
1. In Search of a Heart – 3:53 (Pól Brennan)
2. Second Nature – 3:20 (Ciarán Brennan)
3. Turning Tide – 4:39 (Pól Brennan)
4. Skellig – 4:46 (Ciarán Brennan)
5. Stepping Stone – 3:53 (Pól Brennan)
6. White Fool – 4:38 (Pól Brennan)
7. Something to Believe In – 4:44 (Ciarán Brennan)
8. Live and Learn – 3:32 (Ciarán Brennan)
9. Many Roads – 3:25 (Ciarán Brennan)
10. Sirius – 5:33 (Pól Brennan)
11. The Hunter – 4:08 (Pól Brennan) – Bonus Track
12. World of Difference – 4:01 (Ciarán Brennan) – Bonus Track

Durata totale: 50:32

## Formazione
- Máire Brennan - arpa, voce
- Ciarán Brennan - basso, chitarra, tastiere, voce
- Pól (Paul) Brennan - flauto, chitarra, percussioni, voce
- Padraig Duggan - chitarra, mandolino, voce
- Noel Duggan - chitarra, voce

Musicisti aggiunti
- Russ Kunkel - batteria (in tutti i brani)
- Peter Vettese - tastiere (brani: A1, A2, A3, A4, A5, B1, B2, B3 e B5)
- Peter Vettese - flauto solo, tastiere (brano: B3)
- Peter Vettese - basso, tastiere (brano: A5)
- Jai Winding - tastiere (brani: A1, A3 e B2)
- Robbie Blunt - chitarra (brani: A1, A2, A3 e B1)
- Robbie Blunt - chitarra elettrica (brano: B3)
- Robbie Blunt - chitarra elettrica solista (brano: B5)
- Mel Collins - sassofono (brani: A2, B3, B4; CD: #11 e #12)
- Tom Keane - uillean pipes (brani: A2 e A4)
- Bruce Hornsby - accordion, voce, pianoforte (brano: A2)
- Bruce Hornsby - armonie vocali, voce, pianoforte (brano: B2)
- Phillip Donnelly - chitarra acustica (brano: A3)
- Phillip Donnelly - chitarra elettrica (brani: A5 e B2)
- Wells Christie - synclavier (brani: A3 e A4)
- Steve Perry - armonie vocali (brano: B1)
- The Three Tribesmen - ? (brano: B1)
- Richie Cannata - sassofono (brano: B3)
- J.D. Souther - voce (brani: B4 e B5)
- Ian Parker - tastiere (brani CD: #11 e #12)
- Arran Ahmun - batteria (brani CD: #11 e #12)
- Paul Ridout - tastiere (programmer) (brani CD: #11 e #12)

Note aggiuntive
- Greg Ladanyi - produttore
- Russ Kunkel - produttore
- Ciarán Brennan - produttore (solo brano CD: #11)
- Pól Brennan - produttore (solo brano CD: #12)
- Registrazioni effettuate al Woodtown Manor di Dublino, al Rockfield Studios di Monmouth, Livingstone ed Angel Studios di Londra ed al Real World di Bath
- Paul Cobbold - ingegnere della registrazione
- Greg Ladanyi - ingegnere della registrazione, tecnico del mixaggio
- Shep Lonsdale - ingegnere della registrazione
- Duane Sykora - assistente ingegnere della registrazione
- Matt Budd - assistente ingegnere della registrazione
- Paul Thomas - assistente ingegnere della registrazione
- Paul Cobbold - ingegnere della registrazione (brani CD #11 e #12)
- David Botirill - ingegnere della registrazione (brani CD #11 e #12)
- Mixaggio effettuato al The Complex di Los Angeles
- Mixaggio dei brani CD #11 e #12 effettuato al Real World Studios di Bath, Inghilterra[2]